# Carquemix

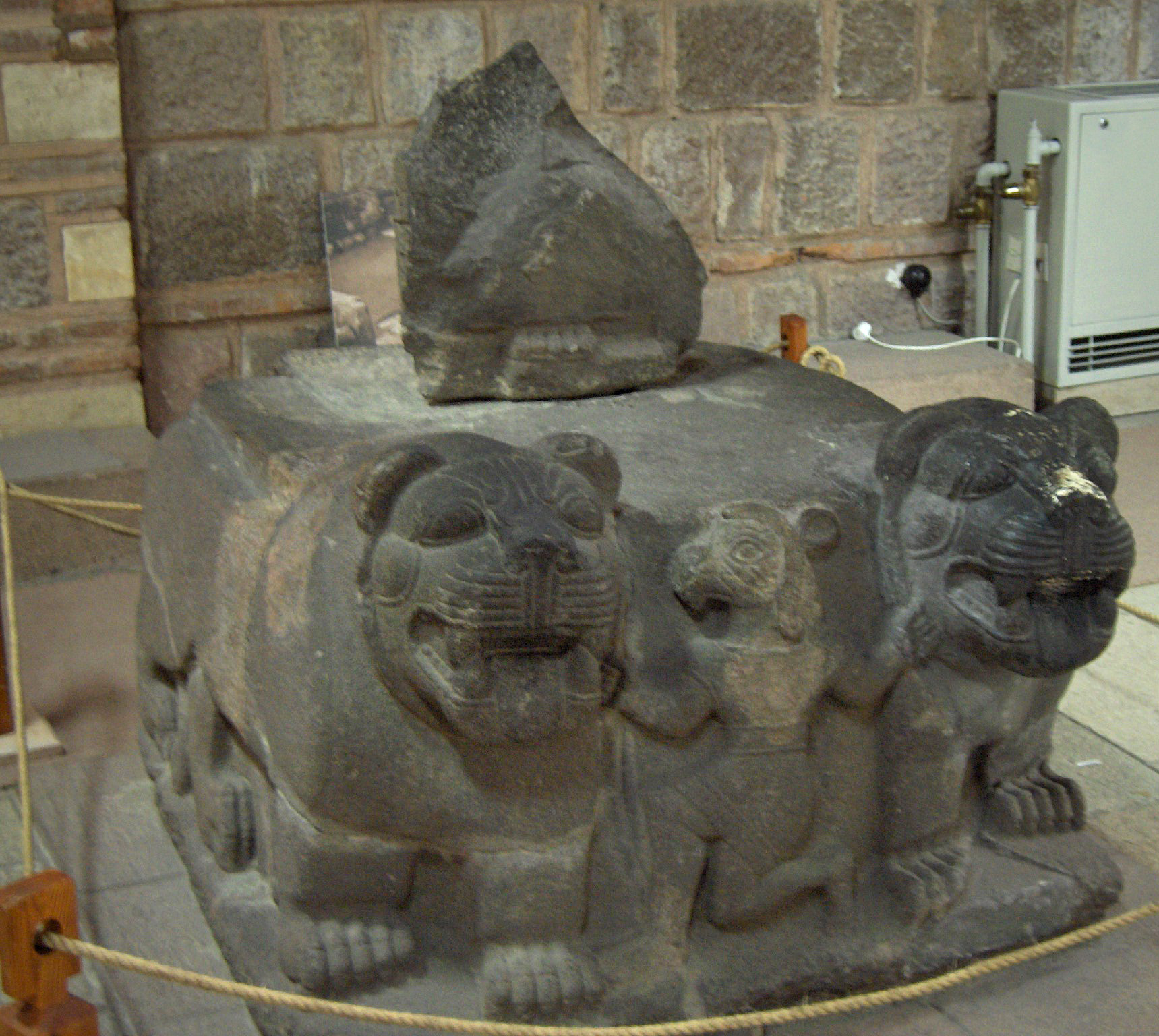
Pedestal d'una escultura del, procedent de Carquemix

Carquemix, o també Karkemish, Karkemiš o Carchemish, va ser una ciutat i un regne amb el mateix nom, a la vora de l'Eufrates. Va ser redescoberta el 1876 i excavada entre el 1911 i el 1914.

## Història
La ciutat estava habitada des del Neolític i s'hi han trobat pots i terrissa que es poden datar cap a l'any 3000 aC i tombes de potser el 2300 aC. Va formar una ciutat estat a la segona meitat del III mil·lenni que va ser governada per una dinastia amorrita segurament des de l'any 2000 aC. En temps de Zimrilim rei de Mari (entre el 1780 aC i el 1760 aC), s'esmenta a les tauletes de Mari. Carquemix i Mari van tenir bones relacions, fonamentalment econòmiques, degudes al comerç. La ciutat tenia tractats d'amistat amb Iamkhad, Hasum i Urshu. El seu rei aleshores es deia Aplakhanda i Carquemix era un regne sota una dinastia hurrita que existia almenys des del 1800 aC i probablement d'una mica abans. La ciutat també es menciona a les Tauletes d'Ebla. Tenia una vila baixa protegida per una muralla, i una ciutadella que dominava l'Eufrates. Va ser tributari de Xamxi-Adad I de Shubat-Enlil i Ekallatum, i a la seva mort el 1775 aC, es va fer independent. Posteriorment, cap al 1650 aC, va caure sota domini de Iamkhad (Alep). Potser el 1600 aC la zona va caure sota influència del regne de Mitanni, i el 1503 aC aproximadament el faraó Tuthmosis I va arribar fins a Carquemix i hi va erigir una estela, però els egipcis no hi van restar; van retornar a Síria vint-i-cinc anys després i van conservar la zona més d'un segle.
Subiluliuma I (que va governar entre els anys 1344 aC i 1320 aC segurament) va incorporar la ciutat a l'Imperi Hitita i va posar el seu fill Piyasilis I de Karkemish, al front del nou regne. La seva nissaga va romandre al poder i el regne s'estengué a Ahuna, Ekalte i Terqa. El regne s'anomenava Ashtata i va incloure moltes de les antigues possessions de Mitanni a l'oest de l'Eufrates; Emar (Ashtata) en va ser un estat vassall. La protectora de la ciutat era la deessa hurrita Kug-Baba. Al cap d'un segle, potser el 1240 aC, Ini-Tesub, rei de Carquemix s'ocupava de tots els afers de Síria per compte del seu parent Tudhalias IV i va resoldre conflictes o va donar ordres a Ugarit, sobretot en conflictes fronterers, (Siyanni va ser separada d'Ugarit) i Amurru als que va prohibir comerciar amb Assur. Tot i així els principats vassalls de Síria feien jurament de lleialtat al gran rei hitita ja que el rei de Carquemix no era més que un dels reis vassalls, i si tenia més funcions era per delegació i per la confiança que tenien els grans reis hitites en la gent de la seva família.
Talmi-Tessub va substituir Ini-Tesub. Un fill de Talmi-Tesub, Kunzi-Tesub, apareix en una inscripció posterior i probablement va ser rei de Carquemix abans del 1200 aC. Desaparegut l'Imperi Hitita, cap a l'any 1185 aC, Kunzi-Tesub de Carquemix va adoptar el títol hitita de "Gran Rei", cinc generacions després del seu quadravi Subiluliuma I, però per poc de temps perquè cap al 1177 aC els Pobles del Mar van destruir la ciutat. La dinastia hitita es va mantenir en el que s'anomenen Estats neohitites, fins al 900 aC quan els arameus van agafar el poder per un temps, però la dinastia hitita hauria recuperat el poder. Des del 876 aC Carquemix va ser generalment tributari d'Assíria.
Al segle viii aC va tenir una forta expansió demogràfica i de grandària i van aparèixer nous barris doblant la seva superfície. El 717 aC la va ocupar Sargon II de l'Imperi neoassiri. Temps després va ser escenari d'una batalla decisiva entre Babilònia, Egipte i Assíria, que va ocasionar la fi de l'Imperi Neoassiri i la consolidació de l'Imperi Neobabilònic. Tot seguit, va quedar abandonada.

## Reis
- Aplakhanda vers el 1800-1775 aC
- Yatarammi, vers el 1775 aC
- diversos reis vers 1775-1600 aC
- a Mitanni 1600-1478 aC
- a Egipte 1478-1340 aC
- als hitites vers 1340 aC
  - Reis vassalls hitites:
  - Piyasilis (Sarri-Kusuh o Shar-Kushukh) 1336-1324 aC (fill de Subiluliuma I)
  - Sharrikushukh (Isharruma) 1324-1315 aC
  - I...-Sharruma vers 1315-1300 aC
  - Shakhurunuwa 1300-1260 aC (germà de l'anterior)
  - Ini Teshup I 1260-1210 aC
  - Talmi-Teixub 1210-1185 aC
- destruïda pels Pobles de la Mar cap al 1185 aC (perd Emar, Ugarit i altres dependències)
- Kuzi-Teixub regnava vers 1170 aC (fill de Talmi-Teixub I)
- Ini-Teshub II 1150-1120
- Cerablus 1120-1100 aC
- Tudhaliyas vers 1100 aC
- ...pazitis
- Ura-Tarhunzas
- Sukhi (Suhis) I cap al 925-? aC
- Astuwatamanzas
- Sukhi (Suhis) II
- Sangara cap al
- Katuwas
- Ben-Bitbahiani
- Sangara vers 870 aC
- Kamanash I ?
- Astiruwas o Asti Ruwas vers 840 aC
- Araras (Yariris) cap al 815 aC
- Kamanash II (Kamanis) cap al 790 aC
- Sasturas cap al 760 aC
- Pisiris cap al 738 aC
- annexió a Assíria 717 aC
  - Bel-emuranni, abans del 612 aC
- a Babilònia després del 612 aC
- Abandonada després del 605 aC